# Viễn chí hoa vàng
Viễn chí hay còn gọi Kích nhũ mồng (danh pháp khoa học: Polygala arillata) là một loài thực vật có hoa trong họ Polygalaceae. Loài này được Buch.-Ham. ex D. Don miêu tả khoa học đầu tiên năm 1825.